# Aphantaulax voiensis
Aphantaulax voiensis är en spindelart som beskrevs av Lucien Berland 1920. Aphantaulax voiensis ingår i släktet Aphantaulax och familjen plattbuksspindlar. Inga underarter finns listade i Catalogue of Life.